# Yunus
Pour les articles homonymes, voir Yunus (homonymie).
Yunus est un prénom masculin notamment arabe.

## Variantes
- arabe standard : Jonas
- arabe dialectal : Younès
- arabe : Yûnus (يونس), Younous
- langues européennes : Jonas

## Personnalités
- Yunus Emre (ca. 1240-ca. 1321), poète turc ;
- Ibn Yunus (ca. 950-1009), est un mathématicien et astronome égyptien.
- Muhammad Yunus : économiste, entrepreneur et homme d'État bangladais, prix Nobel de la paix en 2006.